# Bad Schwalbach
Bad Schwalbach (do 1927 Langenschwalbach) – powiatowe miasto uzdrowiskowe w Niemczech, w kraju związkowym Hesja, w rejencji Darmstadt, siedziba powiatu Rheingau-Taunus.
W mieście jest stacja kolejowa Bad Schwalbach.